# Bánkiho turbína

Schematické znázornění Bánkiho turbíny

Bánkiho turbína je jednoduchá rovnotlaká vodní turbína. Zvláštností je, že lopatky oběžného kola jsou obtékány ve dvou směrech, což zvyšuje jednak účinnost, ale zejména samočisticí schopnost. Vynalezl ji Donát Bánki v roce 1917. Používá se v malých vodních elektrárnách.
Oběžné kolo Bánkiho turbíny je tvořeno dvěma kruhovými deskami, mezi nimiž jsou jednoduché lopatky (připomíná mlýnské kolo). Kolo je uloženo ve skříni, z níž z jedné strany přitéká usměrněný proud vody. Voda přes lopatky vtéká dovnitř kola a odtud opět přes lopatky vytéká na druhé straně skříně ven. Při každém průtoku lopatkami odevzdá část své energie.

## Využití
Tento typ turbíny je pro svou konstrukční jednoduchost oblíben u malých vodních elektráren, kde by konstrukce dokonalejších (a tím i dražších) typů turbín nebyla ekonomická. Je to jediný typ turbíny, která je zhotovitelná i amatérsky s dobrou účinností.

## Účinnost
Energetická účinnost Bánkiho turbíny dosahuje 70–85 %.